# Yoshiaki Yoshimi
Yoshiaki Yoshimi (吉見 義明, Yoshimi Yoshiaki, né en 1946) est professeur d'histoire moderne du Japon à l'université Chūō à Tokyo. Yoshimi est un des membres fondateurs du Centre de recherche et documentation sur les responsabilités du Japon dans la guerre.
Né dans la préfecture de Yamaguchi, il étudie à l'université de Tokyo.

## Recherches notables
Yoshimi a réalisé un important travail sur l'étude des crimes de guerre perpétrés par l'armée impériale japonaise et la marine impériale japonaise durant la première partie de l'ère Shōwa. Il a publié ses recherches sur l'utilisation de l'arme chimique par l'armée, utilisation ordonnée par l'empereur Shōwa lui-même.
Yoshimi est surtout connu pour son travail relatif aux femmes de réconfort. Il a trouvé la première preuve documentaire dans la bibliothèque de l'agence de la défense à Tokyo que l'armée impériale japonaise a établi et géré des « centres de délassement ». L'une d'elles est un avis écrit le 4 mars 1938 par des adjudants pour les chefs d'état-major de l'armée de la zone japonaise du Nord de la Chine et de l'armée expéditionnaire du centre de la Chine intitulé « En ce qui concerne le recrutement des femmes pour les stations militaires de délassement ». L'essentiel du document est rapporté ci-dessous :

« De nombreux agents auraient exigé une attention particulière. Certains d'entre eux ont tellement accentué le nom des armées qu'ils pourraient nuire à la crédibilité des armées et provoquer des malentendus parmi la population ; d'autres ont recruté des femmes sans contrôle par des correspondants de guerre ou des artistes de spectacle, et d'autres ont choisi de mauvais agents qui ont une approche du recrutement des femmes comparable à des enlèvements à tel point que les polices les ont arrêtés.
Dans l'avenir, les armées sur le terrain doivent contrôler le recrutement et la sélection des agences avec circonspection et correctement, et devraient constituer un lien plus étroit avec les polices locales et les polices militaires locales dans la mise en œuvre du recrutement.
Faites attention de ne pas créer des problèmes qui ont le potentiel de nuire à la crédibilité de l'armée ou ne sont pas acceptables selon les normes sociales »

.
La publication de ces documents a conduit à des déclarations d'admission par les chefs de cabinet : Kōichi Katō, secrétaire du parti libéral-démocrate (Japon), le 12 janvier 1993 et Yōhei Kōno le 4 août 1993. La déclaration de Kono en particulier a joué un rôle important dans la question des femmes de réconfort.
En juillet 2004, Yoshimi et l'historien Yuki Tanaka ont annoncé la découverte de documents dans les Archives nationales d'Australie qui ont démontré que du gaz cyanure a été testé sur des prisonniers australiens et néerlandais en novembre 1944 sur les îles Kai.
Le 17 avril 2007, Yoshimi et son collègue historien Hirofumi Hayashi ont tenu une conférence de presse et annoncé la découverte de documents dans les archives du tribunal de Tokyo qui montrent que des membres de la Tokkeitai ont contraint ou forcé d'une façon ou d'une autre des femmes d'Indonésie, d'Indochine et de Chine à l'esclavage sexuel.
Bien que Yoshimi ait auparavant fait des déclarations, dans lesquelles il concédait qu'« il n'y a aucune preuve matérielle pour soutenir l'enrôlement forcé des femmes de réconfort par les militaires dans les colonies (Taïwan et Corée) », il a déclaré sans équivoque que d'après la documentation qu'il a mise au jour, il est clair qu'« il y a eu coercition sur ces femmes à l'esclavage sexuel et ce sont les autorités japonaises qui ont décidé de mettre en place des maisons closes en temps de guerre ».

## Publications (sélection)
- Dokugasusen to Nihongun, Iwanami Shoten, 2004,  (ISBN 4-00-024128-1)
- Comfort women, Sexual slavery in the Japanese Military during World War II, Columbia University Press, 2002,  (ISBN 0231120338)
- Yoshimi and Seiya Matsuno, Dokugasusen Kankei Shiryō II (Materials on poison gas Warfare), Kaisetsu, Hōkan 2, Jūgonen sensô gokuhi shiryōshū, Funi Shuppankan, 1997
- Yoshimi and Kentarō Awaya, Dokugasusen Kankei Shiryō, Jūgonen sensō gokuhi shiryōshū, 18, Fuji Shuppan, 1989